# Hrvatski nogometni kup 2017/18
Der Hrvatski nogometni kup 2017/18 war der 27. Wettbewerb um den kroatischen Fußballpokal nach der Loslösung des kroatischen Fußballverbandes aus dem jugoslawischen Fußballverband.
Dinamo Zagreb setzte sich im Finale gegen HNK Rijeka durch. Es war Dinamos 14. Pokalsieg im unabhängigen Kroatien und der 21. insgesamt.

## Modus
In allen Runden wurden die Sieger in einem Spiel ermittelt. Stand es nach der regulären Spielzeit von 90 Minuten unentschieden, kam es zur Verlängerung von zweimal 15 Minuten und falls danach immer noch kein Sieger feststand zum Elfmeterschießen.

## Teilnehmer
An der Vorrunde
- 21 Sieger des Bezirkspokals
- 11 Finalisten des Bezirkspokals aus den Fußballverbänden mit der größten Anzahl registrierter Fußballclubs

| Bezirk              | Sieger                 | Finalist          |
| ------------------- | ---------------------- | ----------------- |
| Bjelovar-Bilogora   | NK Garić Garešnica     | NK Bjelovar       |
| Brod-Posavina       | NK Oriolik             | NK Batrina        |
| Dubrovnik-Neretva   | NK BŠK Zmaj Blato      |                   |
| Istrien             | NK Novigrad            | NK Mladost Fažana |
| Karlovac            | NK Karlovac            |                   |
| Koprivnica-Križevci | NK Borac Imbriovec     | NK Križevci       |
| Krapina-Zagorje     | NK Straža Hum na Sutli |                   |
| Lika-Senj           | NK Nehaj Senj          |                   |
| Međimurje           | Međimurje Čakovec      | NK Nedelišće      |
| Osijek-Baranja      | NK Croatia Đakovo      | NK FEŠK Feričanci |
| Požega-Slawonien    | NK Slavonija Požega    |                   |

| Bezirk               | Sieger                  | Finalist              |
| -------------------- | ----------------------- | --------------------- |
| Primorje-Gorski      | NK Crikvenica           |                       |
| Sisak-Moslavina      | NK Lekenik              | HNŠK Moslavina Kutina |
| Split-Dalmatien      | NK Croatia Zmijavci     |                       |
| Šibenik-Knin         | NK Zagora Unešić        |                       |
| Varaždin             | NK Varaždin             | NK Nedeljanec         |
| Virovitica-Podravina | NK Virovitica           |                       |
| Vukovar-Syrmien      | NK Bedem Ivankovo       | NK Fruškogorac Ilok   |
| Zadar                | NK Dragovoljak Poličnik | NK Sesvete            |
| Stadt Zagreb         | NK Hrvatski dragovoljac | NK Rudeš              |
| Zagreb               | HNK Gorica              | NK Vrbovec            |

Am Sechzehntelfinale
- Die 16 punktbesten Vereine der Fünfjahres-Pokalwertung. (63 Punkte für den Pokalsieger, 31 für den unterlegenen Finalisten, 15 für die Halbfinalisten, 7 für die Viertelfinalisten, 3 für die Achtelfinalisten und 1 Punkt für die Sechzehntelfinalisten.)

| - 1. Dinamo Zagreb (223) - 2. Hajduk Split (107) - 3. HNK Rijeka (101) - 4. NK Slaven Belupo (67) | - 5. NK Osijek (55) - 6. Lokomotiva Zagreb (45) - 7. Cibalia Vinkovci (39) - 8. RNK Split (37) | - 09. NK Istra 1961 (35) - 10. NK Zagreb (29) - 11. NK Zadar (25) - 12. Inter Zaprešić (19) | - 13. NK Vinogradar Lokošin Dol (18) - 14. NK GOŠK Dubrovnik (10) - 15. HNK Šibenik (9) - 16. NK Zelina (9) |

## Ergebnisse

### Vorrunde
| Datum      |                        | Ergebnis              |                         |
| ---------- | ---------------------- | --------------------- | ----------------------- |
| 19.08.2017 | NK Zagora Unešić       | 4:2                   | NK Nedeljanec           |
| 19.08.2017 | NK Virovitica          | 3:3 n. V. (6:7 i. E.) | NK Vrbovec              |
| 19.08.2017 | NK Lekenik             | 0:6                   | NK Oriolik              |
| 19.08.2017 | NK Croatia Zmijavci    | 7:1                   | NK FEŠK Feričanci       |
| 23.08.2017 | NK Garić Garešnica     | 0:5                   | NK Sesvete              |
| 23.08.2017 | HNK Gorica             | 8:0                   | HNŠK Moslavina Kutina   |
| 23.08.2017 | NK Novigrad            | 3:0                   | NK BŠK Zmaj Blato       |
| 23.08.2017 | NK Fruškogorac Ilok    | 00:10                 | NK Varaždin             |
| 23.08.2017 | NK Križevci            | 2:4 n. V.             | NK Croatia Đakovo       |
| 23.08.2017 | NK Straža Hum na Sutli | 1:3 n. V.             | NK Nedelišće            |
| 23.08.2017 | NK Bedem Ivankovo      | 4:1 n. V.             | Međimurje Čakovec       |
| 23.08.2017 | NK Rudeš               | 2:0                   | NK Dragovoljak Poličnik |
| 23.08.2017 | NK Nehaj Senj          | 3:2 n. V.             | NK Batrina              |
| 23.08.2017 | NK Borac Imbriovec     | 4:3 n. V.             | NK Karlovac             |
| 23.08.2017 | NK Crikvenica          | 2:3 n. V.             | NK Bjelovar             |
| 23.08.2017 | NK Slavonija Požega    | 2:1                   | NK Mladost Fažana       |

### Sechzehntelfinale
| Datum      |                     | Ergebnis              |                           |
| ---------- | ------------------- | --------------------- | ------------------------- |
| 19.09.2017 | NK Slavonija Požega | 1:2                   | NK Zadar                  |
| 20.09.2017 | NK Borac Imbriovec  | 0:6                   | Dinamo Zagreb             |
| 20.09.2017 | NK Vrbovec          | 1:3                   | HNK Rijeka                |
| 20.09.2017 | NK Oriolik          | 0:3                   | Hajduk Split              |
| 20.09.2017 | NK Croatia Zmijavci | 0:1                   | NK Slaven Belupo          |
| 20.09.2017 | NK Bedem Ivankovo   | 0:3                   | Lokomotiva Zagreb         |
| 20.09.2017 | NK Sesvete          | 3:0                   | RNK Split                 |
| 20.09.2017 | NK Nehaj Senj       | 0:6                   | NK Osijek                 |
| 20.09.2017 | NK Croatia Đakovo   | 0:4                   | NK Istra 1961             |
| 20.09.2017 | NK Nedelišće        | 0:6                   | Inter Zaprešić            |
| 20.09.2017 | NK Bjelovar         | 2:3                   | NK Zagreb                 |
| 20.09.2017 | NK Zagora Unešić    | 0:3                   | HNK Šibenik               |
| 20.09.2017 | NK Novigrad         | 5:1                   | NK Zelina                 |
| 04.10.2017 | NK Rudeš            | 2:2 n. V. (4:2 i. E.) | NK Vinogradar Lokošin Dol |
| 04.10.2017 | HNK Gorica          | 3:0                   | NK GOŠK Dubrovnik         |
| 18.10.2017 | NK Varaždin         | 1:2                   | Cibalia Vinkovci          |

### Achtelfinale
| Datum      |                  | Ergebnis              |                   |
| ---------- | ---------------- | --------------------- | ----------------- |
| 24.10.2017 | NK Rudeš         | 2:0 n. V.             | NK Slaven Belupo  |
| 25.10.2017 | HNK Šibenik      | 0:1                   | Hajduk Split      |
| 25.10.2017 | NK Zagreb        | 0:1                   | Lokomotiva Zagreb |
| 25.10.2017 | Inter Zaprešić   | 2:1 n. V.             | NK Sesvete        |
| 25.10.2017 | NK Zadar         | 0:4                   | NK Osijek         |
| 31.10.2017 | NK Novigrad      | 0:0 n. V. (2:3 i. E.) | Dinamo Zagreb     |
| 07.11.2017 | Cibalia Vinkovci | 2:3                   | NK Istra 1961     |
| 14.11.2017 | HNK Gorica       | 0:3                   | HNK Rijeka        |

### Viertelfinale
| Datum      |                | Ergebnis |                   |
| ---------- | -------------- | -------- | ----------------- |
| 29.11.2017 | Dinamo Zagreb  | 4:2      | NK Istra 1961     |
| 29.11.2017 | NK Osijek      | 1:3      | Hajduk Split      |
| 30.11.2017 | NK Rudeš       | 1:2      | Lokomotiva Zagreb |
| 13.12.2017 | Inter Zaprešić | 1:2      | HNK Rijeka        |

### Halbfinale
| Datum      |                   | Ergebnis              |              |
| ---------- | ----------------- | --------------------- | ------------ |
| 13.03.2018 | Lokomotiva Zagreb | 1:1 n. V. (2:4 i. E.) | Hajduk Split |
| 04.04.2018 | Dinamo Zagreb     | 3:0                   | HNK Rijeka   |

### Finale
| Dinamo Zagreb                              | Dinamo Zagreb | Hajduk Split | Hajduk Split |
| ------------------------------------------ | --- | --- | ------------ |
| Dinamo Zagreb                              | \| 23. Mai 2018 in Vinkovci (Stadion Cibalia) \| \| Ergebnis: 1:0 (0:0) \| \| Zuschauer: 8.208 \| \| Schiedsrichter: Mario Zebec \| \| Spielbericht \|                                                                                                 | \| 23. Mai 2018 in Vinkovci (Stadion Cibalia) \| \| Ergebnis: 1:0 (0:0) \| \| Zuschauer: 8.208 \| \| Schiedsrichter: Mario Zebec \| \| Spielbericht \| | Hajduk Split |
| Dinamo Zagreb                              | Danijel Zagorac – Petar Stojanović, Jan Lecjaks, Amir Rrahmani, Dino Perić – Arijan Ademi, Amer Gojak, Izet Hajrović (69. Ivan Fiolić), Dani Olmo (82. Armin Hodžić) – Mario Gavranović, Hilal Soudani (90. Filip Benković) Cheftrainer: Nenad Bjelica | Dante Stipica – Mario Tičinović (59. Michele Šego), André Fomitschow, Zoran Nižić, Savvaz Gentsoglou – Josip Radošević, Hamza Barry (76. Hugo Almeida), Ádám Gyurcsó, Said Ahmed Said (70. Márkó Futács) – Mijo Caktaš, Fran Tudor Cheftrainer: Željko Kopić | Hajduk Split |
| Dinamo Zagreb                              | 1:0 Mario Gavranović (55.) | | Hajduk Split |
| Dinamo Zagreb                              | Stojanović (36.), Hajrović (65.), Gojak (73.) | Barry (17.), Gyurcsó (29.), Futács (71.) | Hajduk Split |
| 23. Mai 2018 in Vinkovci (Stadion Cibalia) | | |              |
| Ergebnis: 1:0 (0:0)                        | | |              |
| Zuschauer: 8.208                           | | |              |
| Schiedsrichter: Mario Zebec                | | |              |
| Spielbericht                               | | |              |

## Torschützenliste
| Pl. | Name             | Mannschaft        | Tore |
| --- | ---------------- | ----------------- | ---- |
| 01. | Mirko Marić      | NK Osijek         | 4    |
| 02. | Mario Gavranović | Dinamo Zagreb     | 3    |
| 02. | Ángelo Henríquez | Dinamo Zagreb     | 3    |
| 02. | Josip Kozić      | NK Bjelovar       | 3    |
| 02. | Lovro Majer      | Lokomotiva Zagreb | 3    |
| 02. | Luka Nakić       | HNK Gorica        | 3    |
| 02. | Antonio Samac    | NK Novigrad       | 3    |
| 02. | Antonio Štimac   | NK Sesvete        | 3    |